# Operação Átrio
Operação Átrio é uma operação deflagrada pela Polícia Civil do Distrito Federal com o apoio do Ministério Público do Distrito Federal e dos Territórios no dia 7 de novembro de 2013. Neste dia, dois mandados de prisão temporária, dez mandados de condução coercitiva e buscas e apreensões em 13 endereços foram cumpridos. A Operação Átrio atende a decisão da 2ª Vara Criminal de Taguatinga. As investigações envolvem a concessão ilegal de alvarás além de corrupção de agentes públicos por violarem exigências urbanísticas e ambientais referentes a diversos empreendimentos imobiliários nas regiões administrativas de Taguatinga e de Águas Claras.

## Investigações
Em 2011 teve início a investigação que resultou na Operação Átrio.
O governo do Distrito Federal informou no dia 7 de novembro de 2013 por meio de nota oficial que decidiu exonerar imediatamente o administrador de Águas Claras, Carlos Sidney de Oliveira e o administrador de Taguatinga, Carlos Alberto Jales.
Foram encontrados R$ 50 mil na casa do administrador de Águas Claras, e a polícia ainda investiga a origem do dinheiro.
Todas as pessoas presas temporariamente e conduzidas à delegacia, assim como aquelas contra as quais foram executadas ordens de busca e apreensão em seus domicílios ou residências, são presumidamente inocentes até que se prove o contrário.
A Polícia Civil do Distrito Federal investiga se um grupo de empresários realmente pagou propina para se beneficiar do esquema ou se foi vítima de extorsão.
Ao fim, será encaminhado ao governador do Distrito Federal o conteúdo das apurações e eventuais sugestões para aperfeiçoar os processos nas administrações regionais, além de um relatório sobre as providências adotadas pela Secretaria de Transparência.